# Gudrun Petzold
Gudrun Petzold (* 1952 in Großtreben) ist eine deutsche Politikerin (DSU, AfD). Von 2019 bis 2024 war sie Mitglied des Sächsischen Landtages.

## Leben
Gudrun Petzold ist die Tochter von sudetendeutschen Heimatvertriebenen. Nach der Grundschule in Großtreben besuchte sie die Erweiterte Oberschule in Torgau und legte dort ihr Abitur ab. Nach einer Lehre als Facharbeiterin für Agrotechnik absolvierte sie ein Studium, das sie als Diplom-Ingenieur für Umweltschutz (FH) abschloss. Nach 1990 arbeitete sie beim Kommunalen Sozialverband Sachsen und beim Landratsamt Eilenburg. Sie ließ sich in Frankfurt am Main zur Heilpraktikerin ausbilden und führte später nebenberuflich eine eigene Naturheilpraxis.
1989 engagierte sie sich in einer Bürgerinitiative und im Neuen Forum. Im Februar 1990 trat sie in die DDR-CDU ein und wurde später Mitglied der gesamtdeutschen CDU, aus der sie 1992 wieder austrat.
2002 wurde Petzold Mitglied der rechtskonservativen Deutschen Sozialen Union. Dort engagierte sie sich bis 2010 u. a. als Kreisvorsitzende im damaligen Landkreis Delitzsch, als stellvertretende Landes- und Bundesvorsitzende sowie als Vorsitzende der Frauen in der DSU. Bei der Europawahl 2004, bei der die DSU auf einen eigenen Antritt verzichtete, kandidierte Petzold auf Platz 4 der Liste der Deutschen Partei. Im Juni 2007 kandidierte sie erfolglos gegen Roberto Rink für das Amt des Bundesvorsitzenden der DSU.
Im September 2016 trat Petzold der AfD bei. Bereits kurze Zeit später wurde sie Mitglied des AfD-Kreisvorstandes Nordsachsen. Im November 2018 wurde sie zur stellvertretenden Kreisvorsitzenden gewählt.
Bei der Landtagswahl 2019 setzte sich Petzold im Wahlkreis Nordsachsen 3 als Direktkandidatin der AfD mit 33,3 Prozent der Erststimmen gegen den ehemaligen sächsischen Landespolizeipräsidenten Bernd Merbitz (CDU) durch und zog in den Landtag ein. Bei der Landtagswahl 2024 kandidierte sie nicht erneut.

## Politische Positionen
Gudrun Petzold setzte sich für die Erinnerung an deutsche Vertriebene nach dem Zweiten Weltkrieg ein. Vertreibung und Flucht in der Flüchtlingskrise ab 2015 könne man damit aber nicht vergleichen, da heutige Flüchtlinge viel besser versorgt seien. „Heimat“ betrachtete Petzold als Menschenrecht. Sie forderte, die Polizeistärke Sachsens auf 15.000 anzuheben, organisierte Kriminalität als Ausweisungsgrund einzuführen und ideologisch motivierte Extremisten streng zu verfolgen.
Petzold befürwortete Natur- und Umweltschutz, „eingebettet in eine gesunde heimische Land- und Forstwirtschaft, als tragende Säule des ländlichen Raumes und verbunden mit einer ideologiefreien und wissenschaftlich fundierten Energiepolitik.“ Sie forderte tierschutzgerechte Schlachtungen, eine stärkere Unterstützung der Tierheime, die Regulierung der Wolfsbestände durch ein ausgebautes Wolfs- und Wildtiermanagement und Verzicht auf weitere Windkraftanlagen. Bildungspolitisch setzte sie sich für den Erhalt des mehrgliedrigen Schulsystems ein, aber auch für gemeinsames Lernen bis zur 8. Klasse. Petzold forderte die Beendigung einer vermeintlichen Frühsexualisierung. Sie wollte zudem das Kultus- und das Wissenschaftsministerium verschmelzen. Petzold wünschte sich außerdem verbundübergreifende Bildungstickets. Finanzpolitisch forderte sie stärkere Unabhängigkeit von der EU, die sie wegen hoher Verwaltungskosten als ineffizient einschätzt. Außerdem wollte Petzold die Gewerbesteuern senken. Ihre sozialpolitischen Positionen umfassten die Kritik an zu hohen Lohnnebenkosten, „ausufernder Bürokratie, politischer Misswirtschaft, drohender Altersarmut und Abstiegsängsten der Mittelschicht“.
Überregionale Aufmerksamkeit erfuhr Petzold, als sie im Januar 2020 bei einer Gedenkveranstaltung für die Opfer des Nationalsozialismus im Landtag ein Fuchskollier trug, einen in Tierform ausgearbeiteten Kragen aus einem Rotfuchsfell. Dies wurde in diversen Reaktionen kritisiert und als besonders geschmackloser Fehltritt bewertet.